# Straß (Miesbach)
Straß (auch Strass) ist ein Gemeindeteil von Miesbach auf der Gemarkung Hausham im oberbayerischen Landkreis Miesbach.

## Ortsbeschreibung
Der Weiler Straß liegt am südöstlichen Stadtrand von Miesbach. 

## Bevölkerungsentwicklung
Um 1871 lebten in Straß 47 Einwohner. In den 1970er Jahren stieg die Bevölkerungszahl auf 169. Im Mai 1987 gab es 87 Einwohner in elf Wohngebäuden, die in 38 Wohnungen aufgeteilt waren.
| Jahr      | 1871 | 1925 | 1950 | 1970 | 1987 |
| Einwohner | 47   | 77   | 139  | 169  | 87   |